# Jair Eduardo Britto da Silva
Jair Eduardo Britto da Silva (Pelotas, 10 juni 1988), kortweg Jair, is een Braziliaans voormalig voetballer die als aanvaller speelde.

## Carrière
Jair begon zijn carrière in 2007 bij ABC FC. Hierna kwam hij uit voor Emirates Club (Verenigde Arabische Emiraten), Kashima Antlers (Japan), Yanbian Fude (China) en Newcastle United Jets (Australië). Britto da Silva beëindigde zijn spelersloopbaan in 2020.